# Rengínion
Rengínion (Regkini) är en ort i Grekland.   Den ligger i prefekturen Fthiotis och regionen Grekiska fastlandet, i den centrala delen av landet, 120 km nordväst om huvudstaden Aten. Rengínion ligger 194 meter över havet och antalet invånare är 577.
Terrängen runt Rengínion är kuperad. Runt Rengínion är det ganska glesbefolkat, med 25 invånare per kvadratkilometer. Närmaste större samhälle är Kaména Voúrla, 9,3 km nordost om Rengínion. 